# Джон Еспозито
Джон Еспозито (на английски: John Esposito) е американски експерт по история на религиите и по-специално на ислямската култура. Той е твърд поддръжник на ислямско-християнския диалог, насърчавайки Ватикана да положи всички възможни усилия за укрепване на връзките между двете култури.

## Биография и творчество
Джон Луис Еспозито е роден на 19 май 1940 г. в Бруклин, Ню Йорк, САЩ. Баща му е родом от Вико Екуенсе, а майка му е от Сицилия. Отраства в квартал, обитаван основно от емигранти от италиански произход, и е живял за десетилетие в католически манастир. Получава бакалавърска степен по богословие от колежа „Сейн Антоний“ през 1963 г. и магистърска степен по богословие от университета „Сейнт Джон“ през 1966 г.
Специализира в Университета на Пенсилвания, където в периода 1966 – 1969 г. е инструктор в колежа Роузмонт, в периода 1969 – 1972 г. е асистент по теология, посещавайки през 1971 – 1972 г. Центъра за арабски изследвания в Шемлан, Ливан. В периода 1972 – 1975 г. е асистент в Колежа на Светия кръст в Уорчестър, Масачузетс. През 1974 г. получава докторска степен от Университета „Темпъл“, с изследване върху исляма. Продължава работата си в Колежа на Светия кръст в Уорчестър, като в периода 1975 – 1982 г. е доцент, а в периода 1984 – 1995 г. е професор по религиознание. В периода 1975 – 1984 г. е председател на катедра, в периода 1984 – 1986 г. е председател на Комитета по международни изследвания, в периода 1987 – 1991 г. е директор на Центъра за международни изследвания. В периода 1991 – 1995 г. е професор по изучаване на Близкия изток в Лойола.
Преподава и в други университети – в периода 1986 – 1993 г. е преподавател по дипломация в Училището по право и дипломация „Флетчър“ на Университет Тафтс, а периода 1987 – 1999 г. е професор по ислямистика. През 1993 г. е директор-основател на Центъра за мюсюлманско-християнско разбирателство на принц Алуалид Бин Талал и професор по религия и международни отношения и ислямистика в Университет Джорджтаун, Вашингтон. Прави докторантура в Харвардския университет (1979 – 1980) и Оксфордския университет (1982 – 1983). Чете лекции в Тел-Авивския университет, Еврейския университет в Йерусалим, Хайфския университет, Хевронския университет, Университета Ал-Азхар, Американския университет в Кайро, Кувейтския университет и Университета на крал Абдул Азиз, а също и за Държавния департамент на САЩ и Американската агенция за международно развитие. Дава консултации за телевизионните медии и за Националното обществено радио.
Член е на Асоциацията за изследвания на Близкия изток (член на борда на директорите през 1983 – 1986; президент през 1988 – 1989), на Американския съвет за изследване на ислямските общества (член на борда на директорите от 1984, вицепрезидент през 1986 – 1989; президент през 1989 – 1991), на Американска академия на религията, на Американско общество за изучаване на религията, на Съвет по изучаване на религията, на Колежанкото богословско общество (председател на Секция за световни религии, 1978 – 1980), на Общество за научно изследване на религията, на Асоциация за международни изследвания, на Асоциация на Пакистан и индийско-ислямски изследвания, на Комитета по световните вярвания, на Националния съвет на църквите, и др.
Като специалист по исляма, политическия ислям и въздействието на ислямските движения от Северна Африка до Югоизточна Азия, д-р Еспозито е автор на множество книги, включително „Какво всеки трябва да знае за исляма“, „Ислямската заплаха: мит или реалност?“ И „Нечестива война: терор в името на исляма“. Той е и главен редактор на „Оксфордска енциклопедия на съвременния ислямски свят“, „Оксфордска история на исляма“ и „Оксфордския речник на исляма“.
През 2005 г. професор Еспозито е удостоен с престижната награда „Мартин Е. Марти“ на Американската академия на религията за популяризирането на общественото разбиране за религията.
На 31 юли 1965 г. се жени за д-р Жанет Пейскър, корпоративен мениджър.
Джон Еспозито живее със семейството си в Джорджтаун.

## Произведения
: частично представяне
- Islam: The Straight Path (1988, 2004)
- The Islamic Threat: Myth or Reality? (1992, 1999)
Ислямската заплаха – мит или реалност, изд. „Златорогъ“ (2003), прев. Стефан Аврамов
- Political Islam: Radicalism, Revolution or Reform (1997)
- Makers of Contemporary Islam, coauthored John Voll (2001)
- What Everyone Needs to Know About Islam (2002, 2011)
- Women in Muslim Family Law, coauthored with Natana J. Delong-Bas (2002)
- Unholy War: Terror in the Name of Islam (2002)
- The Future of Islam (2010)

### Екранизации
- 2002 Muhammad: The Last Prophet
- 2008 Beyond Our Differences – участник